# Tourtenay

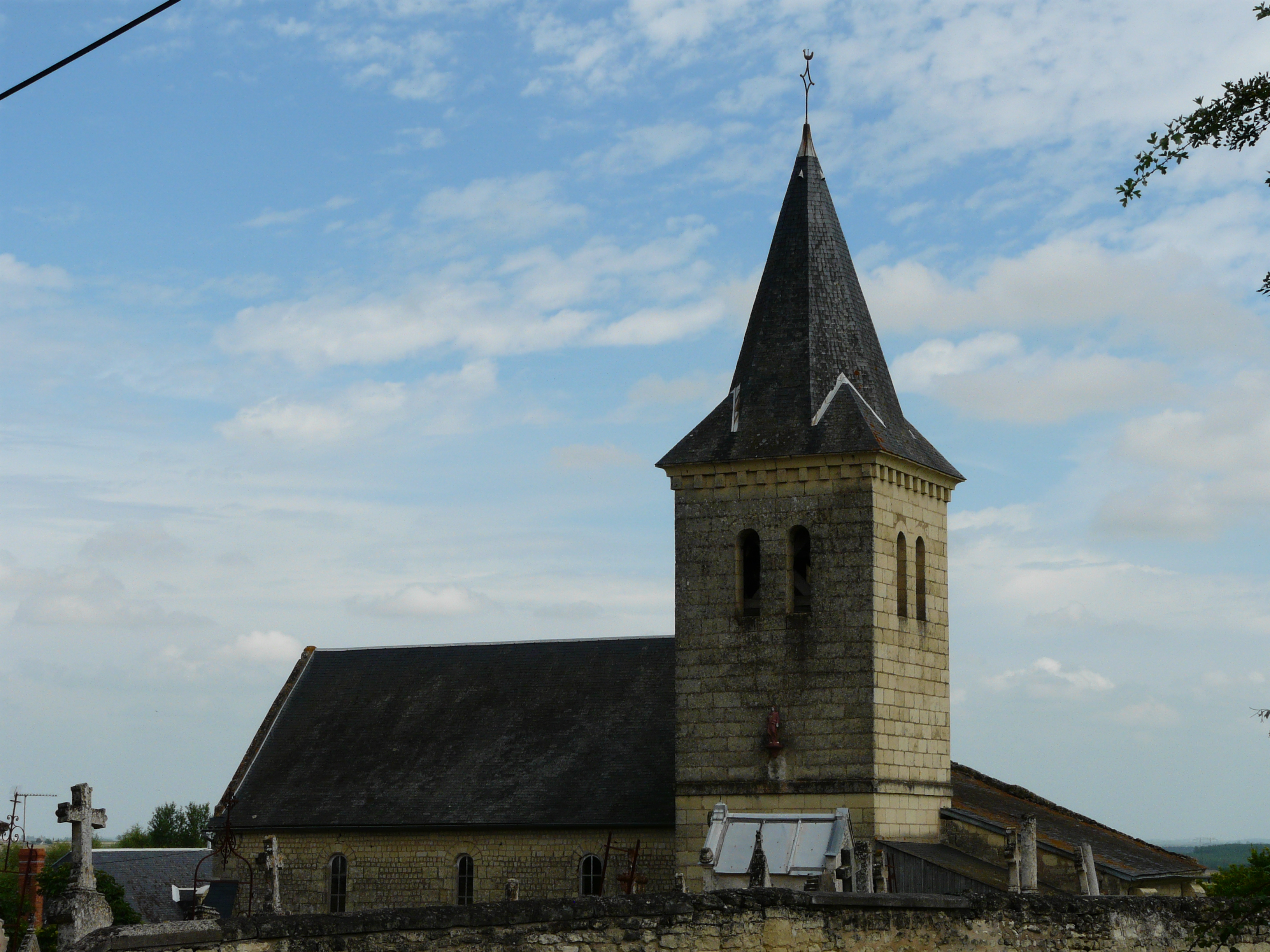
Kerk

Tourtenay is een gemeente in het Franse departement Deux-Sèvres (regio Nouvelle-Aquitaine) en telt 142 inwoners (2005). De plaats maakt deel uit van het arrondissement Bressuire.

## Geografie
De oppervlakte van Tourtenay bedraagt 7,6 km², de bevolkingsdichtheid is 18,7 inwoners per km².
De onderstaande kaart toont de ligging van Tourtenay met de belangrijkste infrastructuur en aangrenzende gemeenten.

## Demografie
Onderstaande figuur toont het verloop van het inwonertal (bron: INSEE-tellingen).